# كلوستريديوم لوندي
كلوستريديوم لندنس أو كلوستريديوم لوندي (نسبة إلى مدينة لوند حيث تم عزل هذه السلالة) هو نوع من البكتيريا من فصيلة كلوستريدياسيا.